# Програми для роботи з бібліографічною інформацією
Створення списку літератури може потребувати багато часу при написані наукової статті. Підготовка точної та ретельно перевіреної бібліографічної інформації є обов’язковою вимогою для прийняття статті з метою публікації, а також дуже важлива для процесу компетентного рецензування. Програма для роботи з бібліографічною інформацію може бути використана для надання допомоги при підготовці списку літератури. У цілому такі прикладні комп’ютерні програми дозволяють вводити бібліографічні дані в стандартній формі та дають можливість вибору різноманітних стилів для створення в певному форматі списку літератури. Окрім створення списку літератури, який задовольняє вимоги до публікації, програми для роботи з бібліографічною інформацією можуть стати в пригоді під час організації великих баз даних літературних джерел, відібраних у результаті пошуку, проведеного в PubMed, MEDLINE або інших базах даних. Після того, як група бібліографічних описів імпортована, її можна сортувати за різними полями запису (автор, назва, ключові слова и т. п.). Опис літературних джерел можна вводити в базу даних і власноруч.

## Основна характеристика програм та додатків
Існує велика різноманітність програм для роботи з бібліографічною інформацією. У цілому вони призначені для надання допомоги в вирішенні наступних завдань:

1) створення власноруч каталогу бібліографічних посилань;

2) автоматизований збір і організація літературних посилань на основі баз даних, каталогів бібліотек і т. ін.;

3) пошук інформації в межах бібліографічних підрозділів;

4) інтегрування з текстовим редактором, що дозволяє автоматично вставляти та форматувати літературні посилання та списки літератури;

5) форматування списку літератури згідно з конкретними стилями (правилами) бібліографічного опису;

6) форматування літературних посилань для їх експорту в інші програми та для обміну даними.

Найбільш спільні властивості програм включають в себе:

1) можливість пошуку/відбору/сортування;

2) гнучкість підходів у організації полів;

3) можливість вибору при імпортуванні/розпізнаванні: програма може імпортувати бібліографічні описи з різноманітних електронних ресурсів (он-лайн, компакт диски і т. ін.);

4) можливість прямого пошуку в Інтернеті;

5) можливість встановлення посилань на текстові та графічні файли (як ті, що знаходяться в Інтернеті, так і ті, що зберігаються на персональному комп’ютері);

6) стилі бібліографічної інформації та літературних посилань: наявні заздалегідь заготовлені зразки форматів для окремих журналів, які можуть використовуватися для створення належним чином формотованих списків літератури;

7) сумісність з текстовим редактором;

8) підтримка: для більшості цих програм існують служби підтримки, списки розсилання та вебсайти.

Програми для роботи з бібліографічною інформацією зазвичай підтримують створення бібліографічного опису наступних типів публікацій:

1) монографій;

2) журнальних статей;

3) матеріалів конференцій;

4) дисертацій

5) неопублікованих робіт;

6) газетних статей;

7) публікацій у Інтернеті.

## Перелік
- Aigaion
- BibGuru
- Biblioscape
- Biblioexpress
- BiblioPocket
- Bebop (BibTeX Publisher)
- BibBase
- BibDesk
- BibSonomy
- Bibus
- Bookends
- Cb2bib
- Citation ?
- Citationsy
- Citavi
- CTFM (RefME)*
- CiteULike (WEB, N/A 2019)
- colwiz
- Docear
- EndNote
- figshare
- genei
- GetARef
- JabRef
- KBibTeX
- Library Master
- Mendeley
- MyBib
- Noodle Tools
- Nota Bene
- Paperpile
- Papyrus
- ProCite
- Pybliographer
- Qiqqa
- ReadCube Papers (now Papers)
- refbase (WEB)
- RefDB
- Reference Manager
- Referencer
- RefME (CTFM)*
- RefWorks
- SciRef
- Sciwheel
- Sente (N/A 2016)
- Sorc'd
- WIKINDX
- WizFolio
- Zotero

## Характеристика програм
Існує багато доступних програм, котрі відрізняються ціною, можливостями, платформами, з якими вони сумісні. Серед найбільш відомих програм можна назвати наступні:
1. Biblioscape — менеджер наукової інформації. Використовують його для організації літературних посилань, приміток по дослідженням, автоматичного створення посилань і автоматичного створення бібліографічних списків, пошуку та отримання бібліографічних даних у Інтернеті, а також розміщення бібліографічних баз даних у мережі. Великий потік бібліографічних ресурсів у Інтернеті потребує нових рішень для керування бібліографічною інформацією. Biblioscape пропонує таке вирішення, незалежно від того, працюємо ми самостійно, групою чи навіть у великій організації.
2. Biblioexpress — безкоштовна бібліографічна проста програма для роботи з літературними посиланнями для досліджень. Це безкоштовна версія Biblioscape. BiblioExpress може бути використана для збору бібліографічної інформації, для роботи з бібліографічними джерелами в Інтернеті, а також як безкоштовний засіб перегляду бібліографічних даних. З допомогою BiblioExpress можна форматувати бібліографічні описи згідно з різноманітними поширеними стилями.
3. BiblioPocket — програма для роботи з бібліографічними описами для кишенькового комп'ютера. BiblioPocket — це програма для роботи з бібліографічними описами, розрахована на операційну систему PocketPC OS — Windows CE. Вона була розроблена за допомогою програми Visual CE. BiblioPocket включає в себе частину тих полів, які наявні в базі даних, створеній на основі Biblioscape. За допомогою BiblioPocket ми можемо взяти з собою в бібліотеку кишеньковий комп'ютер, записати ті літературні посилання, які знайшли, а також власні примітки. Коли повернемося знову в офіс, слід підключити кишеньковий комп'ютер, запустити програму BiblioPocket і вибрати «Option|Export». Після цього слід перемістити файл на стаціонарний комп'ютер і імпортувати його в Biblioscape або BiblioExpress.
4. Citation — програма для бібліографії та досліджуваних приміток. Розрахована на те, щоб організувати досліджувані замітки та бібліографічну інформацію, а також автоматично формувати список літератури, безпосередньо включаючи його в документ, створений нами в текстовому редакторі. За допомогою Citation усі літературні джерела та замітки можуть зберігатися в формі, яка нагадує бібліографічні картки, що вилучаються разом з ключовими словами, резюме та посиланнями на первинні документи чи сторінки в Інтернеті. Доступна безкоштовна пробна версія.
5. EndNote. Цей програмний продукт широко використовується вченими, тими, хто пише роботи в процесі навчання, студентами та бібліотекарями для пошуку в бібліографічних базах даних, які містяться в Інтернеті, для організації своїх бібліографічних джерел, графічних матеріалів і файлів, створених у форматі PDF на будь-якій мові, а також для безпосереднього створення списку літератури та списку ілюстрацій.

## Характеристика вебдодатків та вебплатформ
Програми для керування бібліографічною інформацією, що базуються на Інтернеті, пропонують деякі цікаві нові рішення: вони включають у себе можливість групової роботи в Інтернеті, автоматичне оновлення нових/опрацьованих джерел, а також доступ до бібліографічних баз даних, створених іншими користувачами. Багато з цих продуктів доступні безкоштовно.
1. BiblioWeb — це перша бібліографічна програма, доступна в Інтернеті. Усі базові функції цієї бібліографічної програми забезпечуються через веббраузер. BiblioWeb — це рішення для групи, яке дозволяє сумісно користуватися спільною бібліографічною базою даних у Інтернеті. Програма також підтримує створення дискусійний дискусійного форуму.
2. HotReference — це бібліографічна база даних для сумісного користування. Вона дозволяє організувати бібліографічну інформацію за категоріями, як додаток прикріплювати файли в форматах postscript, PDF doc, створювати анотовані бібліографії з персональними коментарями до кожної статті. Можна дозволити доступ і іншим користувачам. Програма підтримує всі найбільш поширені формати імпорту та експорту бібліографічних даних.
3. WIKINDX — це програма для роботи з бібліографією та цитатами/примітками, а також система для авторської роботи над статтями, розрахована як на одного користувача, так і на групу користувачів, які здійснюють спільну роботу в мережі Інтернет.

Програми refbase, RefWorks теж призначені для роботи з бібліографічною інформацією та базуються на Інтернеті.